# Rajd Dolnośląski 1986
Rajd Dolnośląski 1986 – 2. edycja Zimowego Rajdu Dolnośląskiego. Był to rajd samochodowy rozgrywany od 11 do 12 stycznia 1986 roku. Była to pierwsza runda Rajdowych Samochodowych Mistrzostw Polski w roku 1986. Rajd składał się z dwudziestu odcinków specjalnych. Rajd rozgrywany był na nawierzchni asfaltowej. Zwycięzcą został Marian Bublewicz.

## Wyniki końcowe rajdu[1][2]
| Miejsce | Kierowca         | Pilot               | Samochód               | Czas    | Strata | Grupa Klasa |
| ------- | ---------------- | ------------------- | ---------------------- | ------- | ------ | ----------- |
| 1       | Marian Bublewicz | Ryszard Żyszkowski  | FSO Polonez 2000 Turbo | 2:15:27 | -      | B-31        |
| 2       | Bogdan Wozowicz  | Witold Wozowicz     | Ford Escort RS 2000    | 2:24:41 | +9:14  | B-31        |
| 3       | Andrzej Koper    | Krzysztof Gęborys   | Renault 11 Turbo       | 2:27:42 | +12:15 | A-13        |
| 4       | Romuald Chałas   | Zbigniew Atłowski   | FSO 1600 A             | 2:28:08 | +12:41 | A-14        |
| 5       | Józef Ważny      | Wojciech Rutkiewicz | FSO Polonez 2000       | 2:31:37 | +16:10 | B-31        |
| 6       | Mariusz Kostrzak | Marcin Augustyn     | Toyota Corolla GT      |         |        | A-13        |
| 7       | Piotr Kufrej     | Adam Ziąber         | FSO 1600 A             |         |        | A-14        |
| 8       | Bogdan Herink    | Marcin Syrziste     | Lada VAZ 2105          |         |        | A-12        |
| 9       | Marek Sadowski   | Tadeusz Kołczyński] | FSO 1500               |         |        | A-14        |
| 10      | Wacław Janowski  | Leszek Adamczyk     | Fiat X1/9              |         |        | B-31        |